# Frédéric De Jongh
Frédéric De Jongh, né le 13 décembre 1897 à Bruxelles, était un directeur d'école et un résistant de la Seconde Guerre mondiale qui assista sa fille Andrée De Jongh qui avait créé avec Arnold Deppé et Henri Debliqui la filière d'évasion « DDD » qui deviendra la ligne Comète qui permit à des centaines de pilotes alliés de rallier l'Angleterre via la France et l'Espagne. En avril 1942, il coordonne le réseau depuis Paris.  Arrêté en juin 1943, il est condamné à mort et fusillé au Fort du Mont-Valérien, le  28 mars 1944.

## Éléments biographiques
Frédéric De Jongh est né à Bruxelles, le 13 décembre 1897, il est le fils naturel d'une gouvernante, Marie De Jongh. Il fait des études pour devenir instituteur. En 1913, Il épouse Alice Decarpentrie, le couple a deux filles, Suzanne, née en 1915, et Andrée, l'année suivante, elles seront toutes trois également résistantes. La famille habite au no 73 de l'Avenue Émile Verhaeren à Schaerbeek.
Frédéric De Jongh, patriote et passionné par la langue française, s'endette pour pouvoir publier un journal : « La Gaule ». Le premier numéro sort en juin 1929. L'entreprise s'avère être un échec financier total, la maison de l'Avenue Verhaeren doit être vendue. La famille en est désormais locataire. En 1937, Suzanne est diplômée d'histoire à l'Université libre de Bruxelles. Elle s'éprend d'un professeur, un érudit autrichien réfugié en Belgique, Paul Wittek. Il est plus âgé de dix-neuf ans, veuf et avec trois enfants. Ils se marient en 1938 et la famille s'installe au rez-de-chaussée de l'Avenue Verhaeren.
Lorsque la Belgique est envahie, en mai 1940, Frédéric De Jongh est le directeur de l'école no 8 rue Gaucheret à Schaerbeek qui porte aujourd'hui son nom. 

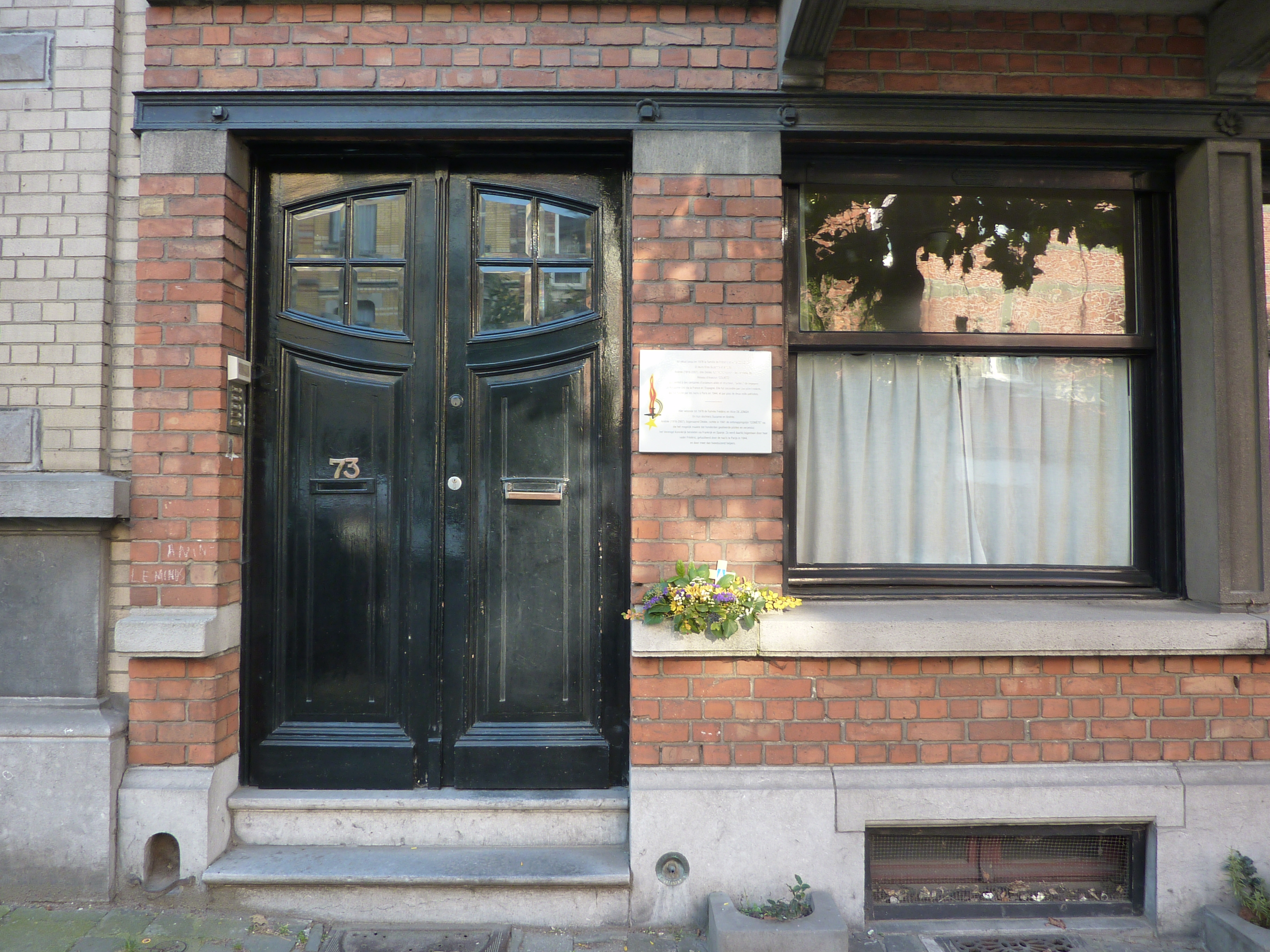
La maison des De Jongh au no 73 de l'Avenue Émile Verhaeren à Schaerbeek.

Au printemps 1941, sa fille, Andrée De Jongh, souhaite venir en aide aux soldats et aviateurs britanniques pris au piège en Belgique occupée pour leur permettre de rallier l'Angleterre. Avec Henri Debliqui et Arnold Deppé, elle élabore des plans en vue de créer une ligne d'évasion via Bruxelles, Paris, Saint-Jean-de-Luz et, ayant franchi les Pyrénées, de pouvoir, via Gibraltar, exfiltrer les aviateurs. Henri Debliqui est arrêté le lendemain de cette réunion fondatrice et Arnold Deppé, interrogé, est contraint de se mettre un temps au vert en Bretagne. À son retour, lui et Andrée De Jongh sont plus que jamais décidé à mettre la filière en place. Arnold Deppé ouvre la ligne en juin 1941 et établit le contact avec Elvire De Greef dans le sud et les passeurs Basques. Deux premiers convoyages sont organisés en juillet et en août 1941 mais, lors de ce dernier, le groupe dont Arnold Deppé à la charge, trahi par un agent infiltré, est arrêté à Lille. Andrée De Jongh parvient à rallier l'Espagne et à entrer en contact avec les Britanniques du MI9. Désormais seule à la tête du réseau, Andrée demande alors l'aide de son père, Frédéric De Jongh, « Paul », qui la surnommait affectueusement « Le petit cyclone », pour coordonner les actions à Bruxelles. Pour l'aider dans cette tâche, il bénéficie de l'aide d'Andrée Dumon qui sera arrêtée en août 1942. Sa sœur, Aline Dumon, « Michou » reprendra alors le flambeau, elle échappera de justesse à son arrestation en 1944. La filière est opérationnelle à l'été 1941 et la jonction avec le MI9 établie,.
En février 1942, Frédéric De Jongh propose à Henri Michelli de devenir son adjoint en vue de le remplacer et de reprendre le réseau bruxellois. Ce dernier accepte,.
Le 30 avril 1942, sa sécurité étant compromise et sur les conseils insistants de sa fille, Frédéric De Jongh quitte Bruxelles et reprend la coordination à Paris. Henri Michelli prend la tête du réseau à Bruxelles et demande à Jean Greindl de le seconder,. Le 6 mai 1942, le réseau bruxellois qui avait été infiltré par Florentine Giralt et Prosper Dezitter, des agents-doubles à la solde de l'Abwehr, connait une vague d'arrestations sans précédent. Henri Michelli et Charles Morelle sont arrêtés. Frédéric De Jongh renoue alors le contact avec Jean Greindl et le place à la coordination de Bruxelles, son autre fille, Suzanne de Jongh, sert d'intermédiaire entre Paris et Bruxelles pour rendre le réseau à nouveau opérationnel. Frédéric de Jongh est alors assisté à Paris par Robert Aylé et sa femme, Germaine Aylé-Leca.
Andrée De Jongh, trahie par un valet de ferme, est arrêtée en janvier 1943 à Urrugne. Son bras droit, Jean-François Nothomb reprend la coordination du Réseau Comète. En février, Jean Greindl, à Bruxelles, est arrêté à son tour. Il faut à nouveau tout reconstruire. Le 7 juin 1943, victimes d'un autre délateur, Frédéric De Jongh, et les époux Aylé sont arrêtés à la Gare de Paris-Nord par la Gestapo. Frédéric de Jongh est jugé par le tribunal militaire du Gross-Paris, le 13 mars 1944, et, condamné à mort, il est fusillé, en même temps que Robert Aylé et Aimable Fouquerel, à la Forteresse du Mont-Valérien, le 28 mars 1944,,.

## Reconnaissances
- Une plaque commémorative est apposée sur la maison familiale des De Jongh au no 73 de l'Avenue Émile Verhaeren à Schaerbeek.
- 4 Stolpersteine figurent également devant l'habitation depuis 2023[13].
- En 2013, l'Office national des combattants et des victimes de guerre a reconnu Frederic De Jongh « Mort pour la France »[3].